# William Sidney
William Sidney, 1. wicehrabia De L’Isle (ur. 23 maja 1909 w Londynie, zm. 5 kwietnia 1991 w Tonbridge) – brytyjski polityk, członek Partii Konserwatywnej. W latach 1961–1965, jako ostatni Brytyjczyk, pełnił funkcję gubernatora generalnego Australii.

## Życiorys
Pochodził z arystokratycznej rodziny. Po studiach na Uniwersytecie w Cambridge uzyskał uprawnienia księgowego, jednocześnie przystępując do korpusu oficerów rezerwy. Brał udział w walkach podczas II wojny światowej i został postrzelony. Gdy później pytano go, gdzie został trafiony, odpowiadał „we Włoszech”, choć wiedział, że pytającemu chodzi o część ciała. Unikał w ten sposób nieprzystojącego dżentelmenowi wyznania, iż wroga kula dosięgła jego pośladków.
W 1944 został wybrany do Izby Gmin, jednak rok później musiał przenieść się do Izby Lordów, gdyż po śmierci swego ojca odziedziczył po nim tytuł szlachecki i stał się 6. baronem De L’Isle i Dudley. W latach 1951–1955 był ministrem ds. lotnictwa. Nadzorował m.in. brytyjsko-australijski program badawczy w dziedzinie uzbrojenia i przy tej okazji poznał premiera Australii Roberta Menziesa. W 1956 został podniesiony do godności wicehrabiego.
W 1961 po nagłej śmierci Lorda Dunrossil Menzies zaproponował mu stanowisko gubernatora generalnego swojego kraju. Po wygaśnięciu jego kadencji w 1965 wrócił do Anglii i przeszedł na polityczną emeryturę. Wciąż jednak żywo interesował się sprawami Australii i regularnie odwiedzał ją aż do 1988. Zmarł w 1991.